# The Six Arms Saga
The Six Arms Saga — сюжетна арка, написана Стеном Лі та Ройем Томасом, намальована Гілом Кейном і видана компанією Marvel Comics в коміксі The Amazing Spider-Man # 100—102 в 1971 році. В арці вперше з'являється Морбіус.

## Сюжет
Пітер Паркер більше не хоче бути Людиною-павуком, оскільки відчуває, що його альтер-его приносить йому одні страждання. Капітан Джордж Стейсі помер в його руках, його дочка і дівчина Пітера Гвен Стейсі звинувачує Людину-павука в смерті свого батька, а Гаррі Озборн, кращий друг Пітера, став наркоманом. Пітер вирішує: «Щоб Пітер Паркер продовжував жити, Людина-павук повинен померти!»
Він створює хімічну сироватку, що має покласти кінець його павуковим силам. Пітер випиває її і засинає; уві сні він зустрічає своїх заклятих ворогів і одночасно відчуває сильний біль. Прокинувшись, він бачить, що сироватка не зменшила його павукові сили, а навпаки збільшила: у Пітера виросли чотири руки.
Після цього він відвідує Доктора Курта Коннорс, єдиного друга, до якого він може звернутися зі своєю проблемою. У нього він бореться з вампіром Морбіус. Через перенапруження Курт перетворюється на ящера. В результаті Людина-павук і Ящір створюють антидот, який знову робить їх нормальними.

## Інші версії

### Ultimate Marvel
У версії Ultimate Marvel «Саги про клонів» клон Людини-павука має шість рук і вдягнутий у чорний костюм. Коли цей клон розкривається, то виявляється, що він також має більш павукоподібні фізичні риси, такі як ікла навколо рота, додаткові очі та колюче волосся по всьому обличчю. Варіант обкладинки для Ultimate Spider-Man #100 був заснований на обкладинці The Amazing Spider-Man #100, в якому відбувається дія саги.

### Мутант Ікс
У всесвіті Мутанта Ікс у Людини-павука все ще шість рук. З незрозумілих причин він почав називати себе Людиною-павуком, а не Людиною-павуком. Крім того, хімічна речовина, яку він вживав, очевидно, змінила його ДНК, оскільки його клон (якого в серіалі вбиває Меделін Прайор) також має шість рук.

### Мор
Дедпул зустрічається з версією Людини-павука у всесвіті, який він називає «Епохою Апокаліпсису» (а не Епохою Апокаліпсису). У цій реальності шестирука Людина-павук перетворюється на Мор, Вершника Апокаліпсису, з отруйними іклами, який займається канібалізмом.

### Що, якби?
Один з випусків «Що, якби?» запитував: «Що, якби Людина-павук зберіг свої шість рук?». Морбіуса вбивають акули (їх привабила кров Морбіуса, коли він приземлився у воду) до того, як знаходять ліки від мутації Людини-павука. Після сутички з Ящіркою Доктор Курт Коннорс радить Людині-павуку звернутися до Професора Ікс. Людина-павук потрапляє в бійку з членами Людей Ікс — Ангелом, Звіром, Циклопом і Крижаною людиною, поки Професор Ікс і Джин Грей не розбороняють її. Професор Ікс обстежує його за допомогою Церебро і дізнається, що мутація Людини-павука незворотна. Тоді Людина-павук відвідує Містера Фантаста, щоб отримати другу думку. Містер Фантаст також стверджує, що мутація незворотна. Коли з'являється Потвора і повідомляє, що Доктор Восьминіг утримує заручників у мерії, вимагаючи зустрічі з Людиною-павуком, Людина-павук легко вбиває Доктора Восьминіга своїми шістьма руками. Людина-павук здобуває величезну популярність і стає національно визнаним представником людей з обмеженими фізичними можливостями, тим самим доводячи, що Джона Джеймсон помилявся у своєму припущенні, що Людину-павука вважатимуть фріком. Згодом Містер Фантастик викликає Людину-павука назад, щоб представити свій останній винахід… чотири нарукавники, які зроблять додаткові руки невидимими (якщо їх одягнути), коли Пітер Паркер буде в цивільному одязі.
Роки потому тітка Мей померла з природних причин, і Пітер починає свою повноцінну кар'єру супергероя. Додаткові кінцівки додають йому сили та спритності. Людина-павук також запобігає смерті Гвен Стейсі від рук Зеленого Гобліна, а також бере участь у Таємних війнах, де його костюм прибульця незабаром призводить до створення Венома, якого Людина-павук також перемагає. Історія закінчується тим, що Пітер приймає ситуацію, в якій він сам винен, і намагається використати її якнайкраще.

### Людина-павук: Поема про павука
Напередодні виходу "Павутиння", дізнавшись, що щось перетинає виміри, щоб вбити Людей-павуків, Покращена Людина-павук (розум Доктора Восьминога в тілі Людини-павука) збирає команду з найбезжальніших вцілілих Людей-павуків, щоб протистояти цій загрозі, включаючи шестируку Людину-павука, одягнену в костюм, ідеально пристосований до його стану. За сюжетом, ця версія Людини-павука супроводжує Людину-павука Нуар у світ, де через укус павука Пітер впав у кому, а шестирукий Людина-павук використовує сироватку, яка дала йому додаткові руки, щоб назавжди вилікувати Пітера від його мутації, припускаючи, що мутація Пітера, будучи такою новою, зробить його більш сприйнятливим до сироватки. Однак шестирука Людина-павук згодом гине під час подорожі в 2099 рік з Леді Павук і Людиною-павуком 2099, коли його спіймав і з'їв один зі Спадкоємців.